# کاریورکسی

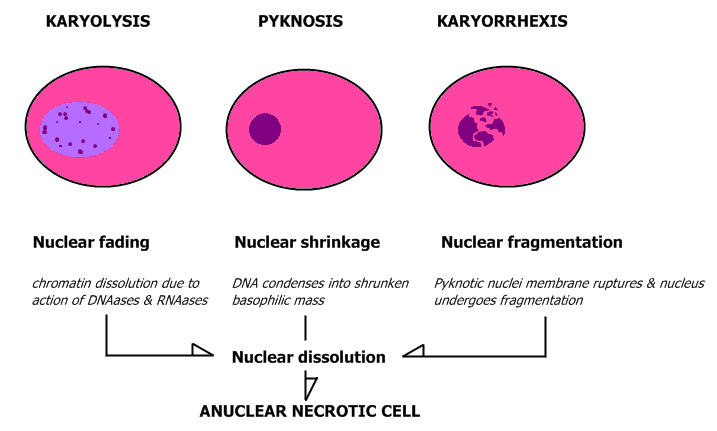
شاخصه‌های ظاهری پیکنوز و سایر انواغ تخریب هستهٔ سلول

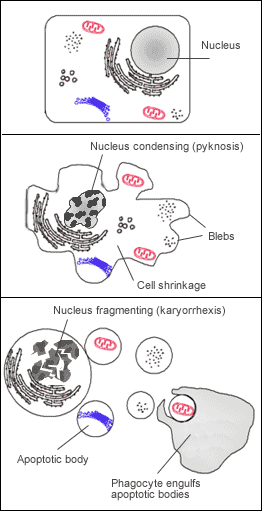
آپوپتوز

کاریورکسی (انگلیسی: Karyorrhexis) یا قطعه قطعه شدن هستهٔ سلول به فرایند انهدام و تکه‌تکه شدن هسته در سلولِ در حالِ مرگ گفته می‌شود که طی آن کروماتین به صورت نامنظم در سرتاسر سیتوپلاسم پخش می‌شود. کاریورکسی پیش از پیکنوز رخ می‌دهد و ممکن از ناشی از مرگ برنامه‌ریزی‌شدهٔ سلول، پیرشدگی سلول یا نکروز باشد.
در جریان آپوپتوز، شکستنِ دی‌ان‌ای توسط اندونوکلئاز وابسته به کلسیم و منیزیم صورت می‌پذیرد.